# Epitàlem
L'epitàlem és el segment posterodorsal del diencèfal, que inclou el triangle de l'habènula, el gangli de l'habènula (nucli intern i nucli extern), el fascicle retroflecte de Meynert, el nucli interpeduncular, la comissura interhabenular, les estries talàmiques i la glàndula pineal. La seva funció és la connexió entre el sistema límbic a altres parts del cervell.